# Усть-Шоноша (селище)
Усть-Шоноша (рос. Усть-Шоноша) — селище в Вельському районі Архангельської області Російської Федерації.
Населення становить 1125 осіб. Входить до складу муніципального утворення Усть-Шоношське муніципальне утворення.

## Історія
Від 1937 року належить до Архангельської області.
Від 2004 року належить до муніципального утворення Усть-Шоношське муніципальне утворення.

## Населення
| 1970 | 1979  | 1989  | 2002  | 2010  | 2012  | 2014  |
| ---- | ----- | ----- | ----- | ----- | ----- | ----- |
| 3377 | ↘3155 | ↘2690 | ↘1857 | ↘1309 | ↗1318 | ↘1125 |